# Jüdischer Friedhof (Duingen)

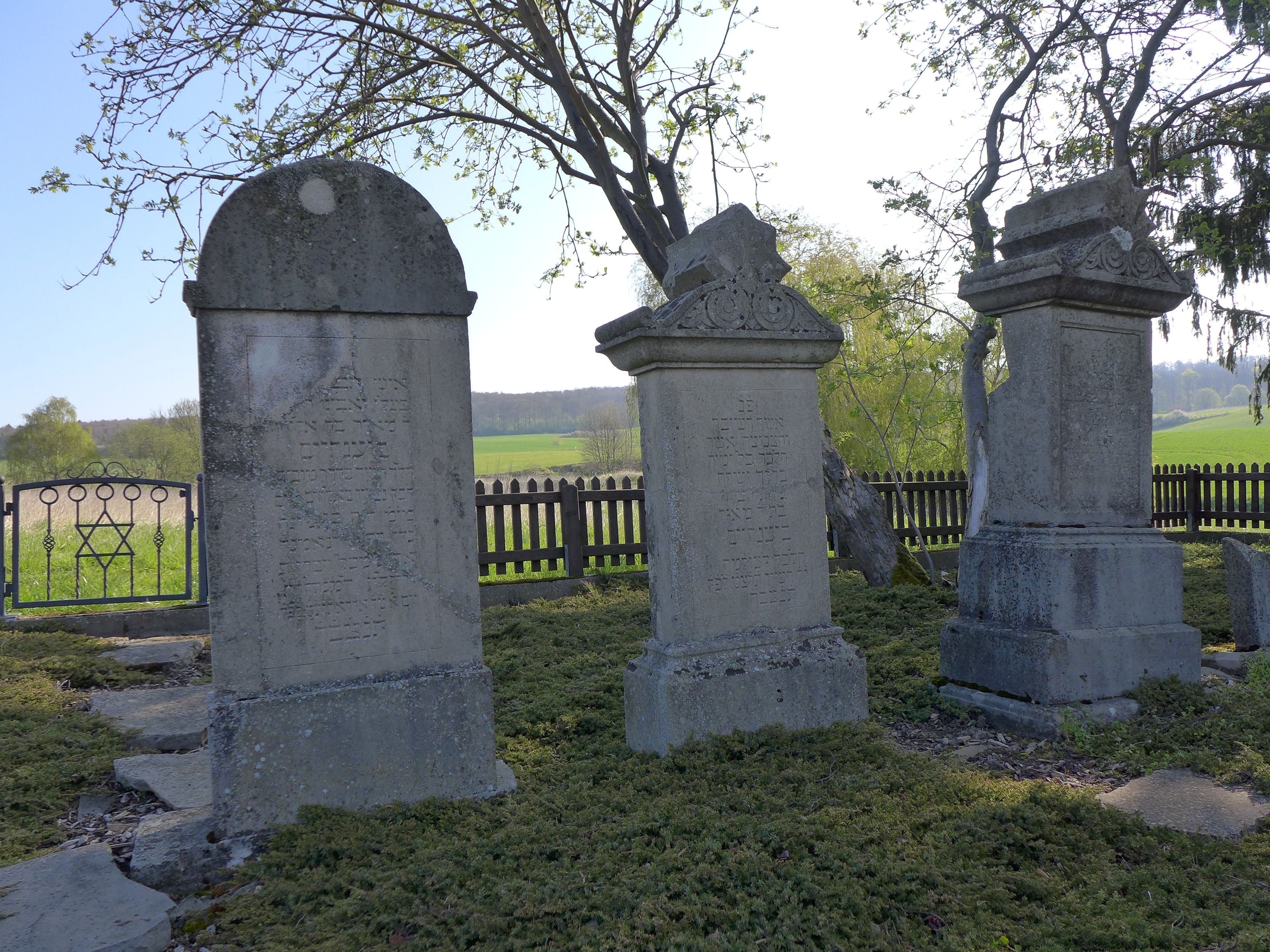
Jüdischer Friedhof Duingen (September 2017)

Der Jüdische Friedhof Duingen ist ein jüdischer Friedhof im Flecken Duingen in der Samtgemeinde Leinebergland im niedersächsischen Landkreis Hildesheim. Er ist ein geschütztes Kulturdenkmal.
Auf dem 71 m² großen Friedhof, der weit außerhalb des Dorfes in südöstlicher Richtung auf einer kleinen Kuppe liegt, befinden sich 13 Grabsteine. Sie tragen erhebliche Zerstörungsspuren durch Beilhiebe.

## Geschichte
Der Friedhof wurde von 1874 bis 1919 belegt; aus diesen Jahren stammen jeweils der älteste und der jüngste Grabstein. Der Friedhof wurde im April 1939 zerstört, aber nicht abgeräumt. Bis 2006 war er stark verwildert, wurde aber in den Jahren 2006 bis 2008 durch den Heimat- und Kulturverein Duingen wiederhergestellt.